# Église orthodoxe de Lappeenranta
L'église orthodoxe de Lappeenranta située Kristiinankatu 3, dans le quartier de Linnoitus à Lappeenranta est la plus vieille église orthodoxe de Finlande,.